# Lamar Morgan
Lamar Morgan (Municipio de Willingboro (Nueva Jersey); 30 de abril de 1997) es un baloncestista estadounidense. Con 1,98 metros de estatura, juega en la posición de alero.

## Trayectoria deportiva
Es un alero natural de Willingboro (Nueva Jersey), formado en el Burlington County Institute of Technology, situado en Westampton Township, New Jersey, antes de ingresar en 2015 en el Mineral Area College, donde jugó desde 2015 a 2017 la JUCO. En 2017, ingresó en la Universidad Estatal Coppin, situada en Baltimore, Maryland, donde jugó durante 2 temporadas la NCAA con los Coppin State Eagles desde 2017 a 2019.
Tras no ser drafteado en 2019, firma por el Maia Basket Clube de la Liga Portuguesa de Basquetebol, donde juega 22 partidos en la temporada 2019-20 y 26 partidos en la temporada 2020-21.
En la temporada 2021-22, firma por el Illiabum Clube de la Liga Portuguesa de Basquetebol, donde juega 30 partidos en los que promedió 14.4 puntos, 4.4 rebotes y 1.2 asistencias por encuentro.
El 15 de septiembre de 2022, firma por el CB Almansa de la Liga LEB Oro. El 9 de marzo de 2023, se desvincula del club manchego.